# Брэдли, Мэтт

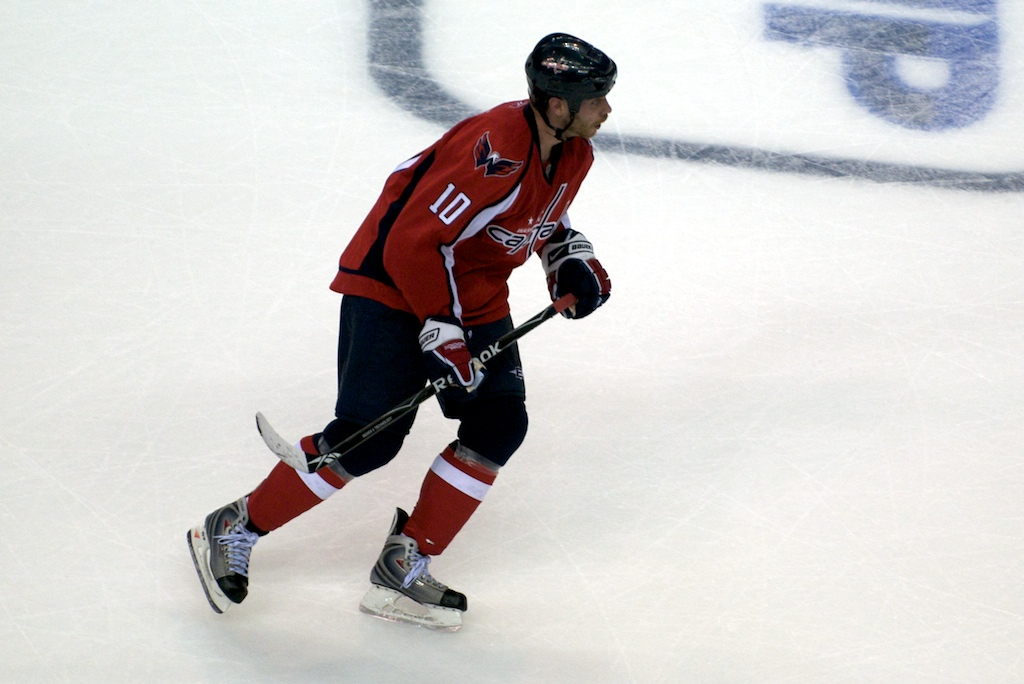

Мэтт Брэдли (англ. Matt Bradley, р. 13 июня 1978, Ститсвилл, Онтарио) — профессиональный канадский хоккеист. Амплуа — крайний нападающий.
На драфте НХЛ 1996 года был выбран в 4 раунде под общим 102 номером командой «Сан-Хосе Шаркс». 11 марта 2003 года обменян в «Питтсбург Пингвинз». 18 августа 2005 года как неограниченно свободный агент подписал контракт с «Вашингтон Кэпиталз».

## Статистика
```
                                            --- Regular Season ---  ---- Playoffs ----
Season   Team                        Lge    GP    G    A  Pts  PIM  GP   G   A Pts PIM
--------------------------------------------------------------------------------------
1995-96  Kingston Frontenacs         OHL    55   10   14   24   17   6   0   1   1   6
1996-97  Kingston Frontenacs         OHL    65   24   24   48   41   5   0   4   4   2
1996-97  Kentucky Thoroughblades     AHL     1    0    1    1    0  --  --  --  --  --
1997-98  Kingston Frontenacs         OHL    55   33   50   83   24   8   3   4   7   7
1998-99  Kentucky Thoroughblades     AHL    79   23   20   43   57  10   1   4   5   4
1999-00  Kentucky Thoroughblades     AHL    80   22   19   41   81   9   6   3   9   9
2000-01  Kentucky Thoroughblades     AHL    22    5    8   13   16   1   1   0   1   5
2000-01  San Jose Sharks             NHL    21    1    1    2   19  --  --  --  --  --
2001-02  San Jose Sharks             NHL    54    9   13   22   43  10   0   0   0   0
2002-03  San Jose Sharks             NHL    46    2    3    5   37  --  --  --  --  --
2003-04  Pittsburgh Penguins         NHL    82    7    9   16   65  --  --  --  --  --
2005-06  Washington Capitals         NHL    74    7   12   19   72  --  --  --  --  --
2006-07  Washington Capitals         NHL    57    4    9   13   47
2007-08  Washington Capitals         NHL    77    7   11   18   74  7    0   2   2   2
2008-09  Washington Capitals         NHL    81    5    6   11   59  7    2   1   3   0
--------------------------------------------------------------------------------------
         NHL Totals                        334   30   47   77  283  10   0   0   0   0

```